# Солоновка (Улькен-Наринський район)
Солоно́вка (каз. Солоновка) — село у складі Улькен-Наринського району Східноказахстанської області Казахстану. Адміністративний центр Солоновського сільського округу.
Населення — 730 осіб (2021; 1177 у 2009, 1423 у 1999, 1512 у 1989).
Національний склад станом на 1989 рік:
- казахи — 50 %
- росіяни — 38 %